# Onthophagus wangi
Onthophagus wangi är en skalbaggsart som beskrevs av Masumoto, Chen och Teruo Ochi 2004. Onthophagus wangi ingår i släktet Onthophagus och familjen bladhorningar. Inga underarter finns listade i Catalogue of Life.